# Parc des Félins
Le Parc des Félins is een dierentuin in Nesles, Frankrijk. 
Le Parc des Félins is in 1998 opgericht door de twee broers, Thierry en Patrick Jardin. Zij hebben ook het CERZA in Calvados opgericht. Thierry Jardin is nu de directeur van CERZA en Patrick is de directeur van Parc des félins. 
Het Parc des Félins is een gespecialiseerd wildpark van 60 ha groot voor voornamelijk katachtigen. Deze katachtigen zijn afkomstig uit meerdere werelddelen (Afrika, Azië, Amerika en Euopa). Zowel kleine katten, zoals zandkatten als grote katachtigen, zoals tijgers en leeuwen, verblijven in het park. In totaal bevinden zich in het park meer dan 25 verschillende soorten katachtigen en bij elkaar 140 wilde katten.
De katten leven in grote leefgebieden, waar ze zich kunnen gedragen als in het wild. Het park is voor deze dieren een reservaat. De eigenaars zetten zich in voor het behoud van deze diersoorten. Naast katachtigen leven maki's afkomstig uit Madagaskar in het park en is er een kinderboerderij.
Het park neemt deel aan meerdere internationale fokprogramma's en coördineert en beheert het EEP-stamboeken voor de woestijnkat.